# Братущик Інеса Михайлівна
Брату́щик Іне́са Миха́йлівна (нар. 5 червня 1970, Львів) — українська естрадна співачка, заслужена артистка України (1996), народна артистка України (2020), дружина співака Ореста Хоми.

## Навчання
Інеса Братущик закінчила у 1991 році Львівське музичне училище ім. С. Людкевича. Потім навчалася у Київському славістичному університеті, який закінчила заочно у 2004 році.

## Творчість
Інеса Братущик під час навчання в школі співала в дитячому вокальному ансамблі «Щасливе дитинство».
У 1988 році 18-річна Інеса стала солісткою ВІА «Мальви» Львівської обласної філармонії. Через два роки (у 1990 році) перейшла до ВІА «Смерічка» Чернівецької обласної філармонії
З 1992 року Інеса Братущик співає в дуеті з Орестом Хомою. У столицю подружжя переїхало на запрошення тодішнього Президента України Леоніда Кучми.
Пік популярності пережили у 1990-х роках. На УТ-1 вони вели програму «Музична пошта». В 1996 році фірма «НАК» розтиражувала на CD їхній перший альбом «Три дороги». Запис нового альбому «Таємниця» тривав цілий рік. Автор пісень дуету — композитор Ігор Перчук.
|  | На відміну від деяких колег по сцені, які їздили на позичених іномарках, аби замилити очі публіці, мовляв, дивіться, які ми круті, ми 17 років їздили на «Жигулях». А на гастролях за кордоном нам вчасно не виплатили добових... У кишенях вітер гуляв, але до дріб’язкових побутових сварок не опустилися. Навпаки, негаразди прожили, як кажуть на Галичині, гонорово |

Нині живе і працює у Києві. Разом з чоловіком працює солісткою Національної радіокомпанії України. Працює викладачем вокалу. Часто гастролює Європою, але не раз навідувалась з поїдками в АТО.
27 червня 2020 року з нагоди Дня Конституції України присуджено звання Народного артиста України.

### Пісні
- Кришталеві слова К. Гнатенко / Віта Шпаковська
- Теплий блюз
- Мій тату сл. Анни Канич, муз. Наталії Кулинич
- На небі зірка ясна засяла (Колядка) (народна пісня)
- На Різдво Христове З. Филипчук / І. Перчук, Я. Дуб
- Пам'яті Ігоря Білозора
- Прилетіли ангелята (Колядка) (народна пісня)
- Просто жінка Г. Дущак / Мар'ян Гаденко
- Суниці А. Драгомирецький / П. Дворський
- Ти знала
- Ти мене не любиш
- Три дороги З. Филипчук / І. Перчук

## Нагороди та звання
- Лауреат першої «Червоної рути» (1989) у складі ВІА «Мальви».
- Звання Заслужена артистка України (1996).
- Звання Народна артистка України (2020).[1]

## Родина
- Чоловік: Орест Хома (разом з 1990 року, одружились у 1997 році, а вінчання мали кілька років по тому)
- Діти:
  - Маріанна (1997);
  - Соломія (2010).
- Внуки:
  - Тарас-Олександр (2022)